# 2007 dans le catholicisme
Chronologie du catholicisme
- 2003
- 2004
- 2005
- 2006
- 2007
- 2008
- 2009
- 2010
- 2011

Cet article présente les faits marquants de l'année 2007 dans le catholicisme.

## Évènements
- 9 au 13 mai : voyage apostolique du pape au Brésil.
  - 11 mai : canonisation d'Antoine de Sainte-Anne Galvão.
- 3 juin : canonisation de Simon de Lipnica, Charles de Saint-André et Marie-Eugénie de Jésus.
- 7 juillet : publication du Motu proprio Summorum Pontificum de Benoît XVI, autorisant plus largement la célébration de la messe selon l'édition 1962 du Missel romain.
- 7 au 9 septembre : voyage apostolique du pape en Autriche.
- 15 septembre : béatification de Basile Moreau.
- 16 septembre : béatification de Marie-Céline de la Présentation.
- 12 octobre : consécration de la Basilique de la Sainte Trinité du Sanctuaire de Fátima (Portugal).
- 28 octobre : béatification de 498 Martyrs de la guerre d'Espagne.
- 24 novembre : création de 23 cardinaux par Benoît XVI.
- 30 novembre : encyclique Spe salvi de Benoît XVI sur l'espérance et sur le jugement.

## Décès

### Janvier
- 5 janvier : Jean Maksud, prêtre et missionnaire français, père blanc, directeur général de l'Œuvre d'Orient (° 7 février 1929)
- 6 janvier : Frédéric Etsou, cardinal congolais, archevêque de Kinshasa (° 3 décembre 1930)
- 12 janvier : Gérard de Milleville, prélat et missionnaire français en Guinée puis au Brésil, premier archevêque de Conakry (° 27 mai 1912)
- 18 janvier : Cyril Mar Baselios Malancharuvil, prélat indien, archevêque majeur syro-malankare de Trivandrum (° 16 août 1935)
- 22 janvier : Henri Grouès dit Abbé Pierre, prêtre capucin, résistant, homme politique français et fondateur du mouvement Emmaüs, accusé d'abus sexuels (° 5 août 1912)
- 28 janvier : Robert Drinan, prêtre jésuite, avocat, militant et homme politique américain (° 15 novembre 1920)

### Février
- 1er février : Antonio Maria Javierre Ortas, cardinal espagnol de la Curie, précédemment évêque titulaire de Meta (de) (° 21 février 1921)
- 16 février : Marcel Joseph Godard, prêtre, compositeur, organiste et chef de chœur français (° 2 mars 1920)
- 26 février : Bernard Jacqueline, prélat français, diplomate du Saint-Siège et archevêque titulaire d'Abbir Maius (de) (° 18 mars 1918)

### Mars
- 5 mars : Ivo Lorscheider, prélat brésilien, évêque de Santa Maria (° 7 décembre 1927)
- 9 mars : Pierre de Locht, prêtre et théologien belge (° 25 juin 1916)
- 26 mars : François Saint-Macary, prélat français, archevêque de Rennes (° 7 janvier 1936)

### Avril
- 7 avril : 
  - Francesco Saverio Toppi, vénérable et prélat italien, prélat de Pompéi (° 26 juin 1925)
  - Luis Robles Díaz, prélat mexicain, diplomate du Saint-Siège et archevêque titulaire de Stephaniacum (de) (° 6 mars 1938)
- 10 avril : 
  - Armand Plourde, prêtre et homme politique canadien (° 16 septembre 1934)
  - Renée de Tryon-Montalembert, religieuse, théologienne et écrivaine française (° 8 mai 1920)
- 14 avril : William Menster, prêtre, écrivain et militaire américain (° 10 février 1913)
- 18 avril : Piero Biggio, prélat italien, diplomate du Saint-Siège et archevêque titulaire d'Otriculum (de) (° 29 juin 1937)
- 20 avril : Michael Fu Tieshan, prélat chinois, évêque non reconnu de Pékin, chef de l'« Église officielle » de Chine (° 3 novembre 1931)
- 28 avril : André Boissonnet, prêtre français, directeur général de l'Œuvre d'Orient (° 27 septembre 1920)

### Juin
- 12 juin : Marcel Mendiharat, prélat et missionnaire français, évêque de Salto (° 2 mai 1914)
- 15 juin : Marcel-Jacques Dubois, prêtre dominicain, théologien et philosophe français, artisan du rapprochement judéo-chrétien (° 23 mars 1920)
- 17 juin : Angelo Felici, cardinal italien de la Curie, précédemment diplomate du Saint-Siège et archevêque titulaire de Caesariana (de) (° 26 juillet 1919)
- 24 juin : Yves-Marie Dubigeon, prélat français, évêque de Séez (° 2 mai 1927)
- 26 juin : Michel Viot, prêtre français, aumônier des Scouts et Guides de France puis de la Fédération sportive et culturelle de France (° 24 novembre 1924)

### Juillet
- 7 juillet : Bienheureux Floribert Bwana Chui, laïc fonctionnaire congolais, « martyr de l'honnêteté et de l'intégrité morale » (° 13 juin 1981)
- 24 juillet : Hubert Patrick O'Connor, prélat canadien, évêque de Prince George, agresseur sexuel (° 17 février 1928)

### Août
- 5 août : Jean-Marie Lustiger, cardinal français converti du judaïsme, académicien, archevêque de Paris (° 17 septembre 1926)
- 15 août : Georges Baccrabère, prêtre, archéologue et historien français (° 5 mai 1920)
- 25 août : Édouard Gagnon, cardinal canadien de la Curie, précédemment évêque titulaire de Justiniana Prima (de) (° 15 janvier 1918)

### Septembre
- 9 septembre : 
  - Han Dingxiang, prélat chinois, évêque clandestin de Yongnian (° 17 mai 1937)
  - Luigi Dossena, prélat italien, diplomate du Saint-Siège et archevêque titulaire de Carpi (de) (° 28 mai 1925)
- 18 septembre : Benyamin Yosef Bria, prélat indonésien, évêque de Denpasar (° 7 août 1956)
- 28 septembre : Adam Kozłowiecki, cardinal jésuite et missionnaire polonais, archevêque de Lusaka (° 1er avril 1911)

### Octobre
- 9 octobre : Lucien Deiss, prêtre spiritain, exégète et compositeur français (° 2 septembre 1921)
- 10 octobre : Ambrose De Paoli, prélat américain, diplomate du Saint-Siège et archevêque titulaire de Lares (de) (° 19 août 1934)
- 16 octobre : Rosalío José Castillo Lara, cardinal vénézuélien de la Curie (° 4 septembre 1922)

### Novembre
- 2 novembre : Oreste Benzi, prêtre, engagé social et serviteur de Dieu italien (° 7 septembre 1925)
- 3 novembre : Maurice Couve de Murville, prélat britannique, archevêque de Birmingham (° 27 juin 1929)
- 8 novembre : Stephen Fumio Hamao, cardinal japonais de la Curie (° 9 mars 1930)

### Décembre
- 3 décembre : Henri Salina, prélat suisse, abbé mitré de Saint-Maurice (° 13 décembre 1926)
- 12 décembre : Alfons Maria Stickler, cardinal autrichien de la Curie, précédemment archevêque titulaire de Volsinium (de) (° 23 août 1910)
- 13 décembre : Gaetano Michetti, prélat italien, évêque de Pesaro (° 5 mars 1922)
- 15 décembre : Jean Bottéro, prêtre dominicain réduit à l'état laïc, historien, bibliste et assyriologue français (° 30 août 1914)
- 23 décembre : 
  - Robert Davezies, prêtre, écrivain et militant français proche du communisme et du syndicalisme (° 30 avril 1923)
  - Aloísio Lorscheider, cardinal brésilien, archevêque d'Aparecida, proche de la théologie de la libération (° 8 octobre 1924)